# La Chapelle-Enchérie
La Chapelle-Enchérie ist eine französische Gemeinde mit 211 Einwohnern (Stand 1. Januar 2022) im Département Loir-et-Cher in der Region Centre-Val de Loire. Sie gehört zum Kanton Le Perche und zum Arrondissement Vendôme. 
Das Gemeindegebiet wird vom Flüsschen Réveillon durchquert. Nachbargemeinden sind Renay im Nordwesten, Lignières im Norden, Oucques La Nouvelle im Nordosten, Sainte-Gemmes im Süden,  Épiais im Südosten und Faye im Südwesten.

## Bevölkerungsentwicklung
| Jahr      | 1962 | 1968 | 1975 | 1982 | 1990 | 1999 | 2006 | 2015 |
| --------- | ---- | ---- | ---- | ---- | ---- | ---- | ---- | ---- |
| Einwohner | 213  | 167  | 139  | 129  | 134  | 146  | 149  | 208  |